# 徳光由禾
徳光 由禾（とくみつ ゆか、1969年10月2日 - ）は、日本の女性声優。北海道出身。

## 概要

### 人物
以前は徳光 由香の名前で活動していた。俳優・声優養成所「松濤アクターズギムナジウム」第1期生で開校2年にして『夢のクレヨン王国』の主役であるシルバー王女役に抜擢される。なお、徳光の起用は満場一致とのこと。同番組終了後もテレビ朝日系列の日曜8時台後半（朝日放送制作枠）のアニメには『おジャ魔女どれみ』及び『ふたりはプリキュア』に出演している他、2020年には『どれみ』のスピンオフ映画である『魔女見習いをさがして』にも出演している。
かつてはアクセント所属だったが、2006年8月頃に退所。その後の仕事はセーブし、東映アニメーション作品を中心に過去に演じた役のオファーを受けるのみとなっている。アニメ・ゲームの『デジモンアドベンチャー』シリーズはテイルモン役で断続的に出演しているが、テレビアニメシリーズの『デジモンアドベンチャー:』に限り、園崎未恵が代演している。

### エピソード
- 趣味はガーデニング、気功、琴。
- 主演していた『夢のクレヨン王国』第70話（最終回）の収録でサブタイトルの「ありがと〜」の部分の時に淋しさと感動のあまり、泣き出してしまい、その部分だけ何度も収録し直した。
- 『夢のクレヨン王国』では登場アイテムを使う時、早口言葉を言うが、それが苦手だったと語っている。
- 『夢のクレヨン王国』の声優オーディションでシリーズディレクターの佐藤順一が徳光を含めたオーディション合格者に「君、天然だね」と言ったところ、場慣れしていた他の参加者は適当にあしらう中で徳光は「違います！」と反論した。このリアクションを気に入られ、最終的にシルバー王女役に決まった。
- 『夢のクレヨン王国』で気に入っている話は「5月の旅IV」。理由はちびシルバー（幼年期のシルバー王女）が出るから。同役は「シルバーは私のもの」と、他の人には絶対に演じさせたくなかったという。

## 出演
太字はメインキャラクター。

### テレビアニメ
1997年
- 夢のクレヨン王国（1997年 - 1999年、シルバー王女）

1998年
- おじゃる丸（店員）

1999年
- おジャ魔女どれみ（1999年 - 2002年、ドド、みどりさん、しおりの母、西沢ゆうか、かのこ 他） - 4シリーズ
- 金田一少年の事件簿（一色スミレ）
- デジモンアドベンチャー（1999年 - 2000年、テイルモン、エンジェウーモン、プロットモン、キウイモン、ネフェルティモン、シルフィーモン、吉沢孝、ルー、シャコモン、オクタモン 他） - 2シリーズ

2000年
- ビックリマン2000（クリア送神、W墓戯〈天〉、ユウ）
- メダロット魂（助手、研究員B）

2002年
- こちら葛飾区亀有公園前派出所（浅草紀香、真田遥）
- ちょびっツ（ディタ、店長のパソコン）

2004年
- ふたりはプリキュア（2004年 - 2005年、高清水莉奈） - 2シリーズ

### 劇場アニメ
2000年
- おジャ魔女どれみ#（ドド）
- デジモンアドベンチャー ぼくらのウォーゲーム!（テイルモン）
- デジモンアドベンチャー3D デジモングランプリ!（テイルモン）
- デジモンアドベンチャー02 前編・デジモンハリケーン上陸!! / 後編・超絶進化!!黄金のデジメンタル（テイルモン）

2001年
- デジモンアドベンチャー02 ディアボロモンの逆襲（テイルモン）

2005年
- 映画 ふたりはプリキュア Max Heart 2 雪空のともだち（高清水莉奈）

2009年
- 映画 プリキュアオールスターズDX みんなともだちっ☆奇跡の全員大集合!（高清水莉奈）

2015年
- デジモンアドベンチャー tri. 第1章「再会」（テイルモン）

2016年
- デジモンアドベンチャー tri. 第2章「決意」（テイルモン）
- デジモンアドベンチャー tri. 第3章「告白」（テイルモン）

2017年
- デジモンアドベンチャー tri. 第4章「喪失」（テイルモン）
- デジモンアドベンチャー tri. 第5章「共生」（テイルモン）

2018年
- デジモンアドベンチャー tri. 第6章「ぼくらの未来」（テイルモン）

2020年
- デジモンアドベンチャー LAST EVOLUTION 絆（テイルモン）
- 魔女見習いをさがして（哲司の妻）

2023年
- デジモンアドベンチャー02 THE BEGINNING（テイルモン）

### OVA
- グッドモーニング・コール（2001年、吉川菜緒）
- おジャ魔女どれみナ・イ・ショ（2004年、西沢先生）

### ゲーム
1997年
- 雀帝 バトルコスプレイヤー（ユウ）

1999年
- マジカルドロップF・大冒険もラクじゃない!（デス、テンペランス）
- 探偵 神宮寺三郎 灯火が消えぬ間に（市川睦美）

2000年
- UNiSON（マナジュン）

2002年
- おジャ魔女どれみドッカ〜ン!にじいろパラダイス（西沢先生）
- 電車でGO! 旅情編（がんばれ運転士!!）（山口風花）※PlayStation 2

2003年
- 電車でGO! 旅情編（がんばれ運転士!!）（山口風花）※Windows

2013年
- デジモンアドベンチャー（テイルモン / エンジェウーモン / オファニモン）

2016年
- デジモンワールド -next 0rder-（リッカ〈プロットモン〉）

2023年
- 共闘ことばRPG コトダマン（テイルモン）

2024年
- パズドラ（テイルモン / エンジェウーモン）

### ドラマCD
- おジャ魔女どれみシリーズ
  - おジャ魔女CDくらぶ その3 おジャ魔女ハッピッピドラマシアター（ドド）
  - MAHO堂CDコレクション その2 すくりーんテーマ&しーくれっと すと〜り〜（ドド）
  - おジャ魔女BAN2 CDくらぶ その6 キャラクターミニアルバム2 瀬川おんぷ（西沢先生）
  - おジャ魔女BAN2 CDくらぶ その8 キャラクターミニアルバム4 妹尾あいこ（西沢先生）
  - おジャ魔女BAN2 CDくらぶ その9 キャラクターミニアルバム5 藤原はづき（西沢先生）
  - おジャ魔女ドッカ〜ン!CDくらぶ その7 おジャ魔女ドッカ〜ン!ドラマシアター（ドド、西沢先生、マジョドロン）
- 気象精霊記（コズエ・ミモリ）
  - 気象精霊記(1)集中豪雨の潰し方
  - 気象精霊記(2)正しい台風の起こし方
  - 気象精霊記(3)精霊さんとのすごし方
- スターオーシャン Till the End of Time Vol.1 新しき風の凱歌（ダリア）
- 電脳戦機バーチャロン サイバーネット ラプソディー（女子中学生）・1998年
- ニニンがシノブ伝（忍）
- ふたりはプリキュア（高清水莉奈）
  - ふたりはプリキュア CDドラマシリーズ ふたりでプリドラNo.1 ぶっちゃけお江戸でござる!?
  - ふたりはプリキュア CDドラマシリーズ ふたりでプリドラNo.2 マジしんどい!雪は招くよ嵐を呼んで!?
- 夢のクレヨン王国 ドラマアルバム シルバー王女おとぎ話の旅（シルバー王女）

### CD
- おジャ魔女ドッカ〜ン!CDくらぶ その6 キャラクター・ヴォーカルコレクション 6年2組盤
  - ってゆーか、優香なの（「西沢先生〈徳光由禾〉」名義）
- デジモンアドベンチャー02ベストパートナー(11)八神ヒカリ&テイルモン
  - Getting up（「テイルモン〈徳光由香〉」名義）
  - Shining Star（「八神ヒカリ〈荒木香恵〉& テイルモン〈徳光由香〉」として）
- デジモンアドベンチャー tri.　キャラクターソング「デジモン編」
  - Together as one（「テイルモン〈徳光由香〉」名義）
- デジモンアドベンチャー02 ベストパートナー「絆」(6)八神ヒカリ&テイルモン
  - Tender tale（「テイルモン〈徳光由禾〉」名義）
  - A Tale of the Light（「八神ヒカリ〈M・A・O〉& テイルモン〈徳光由禾〉」として）
- ふたりはプリキュア ボーカルアルバム2 Vocal Rainbow Storm!! 〜光になりたい〜
  - Never Stop! 乙女タイム（「莉奈〈徳光由禾〉& 志穂〈仙台エリ〉」として）
- 夢のクレヨン王国主題歌「ンパカ・マーチ」（徳光由香名義）

### 吹き替え
- アタック・ザ・マミー
- アレックス
- オールモスト・ブルー
- クリスティーナの好きなコト
- 刑事ナッシュ・ブリッジス（ミランダ）
- 恋は邪魔者
- ザ・ブレイン
- しあわせ色のルビー
- ジョンQ -最後の決断-
- スクリーム3
- ダークネス
- たまゆらの女
- ディープ・ショック
- トーク・トゥ・ハー（看護師）
- ドラゴンハート 新たなる旅立ち
- バイオハザード
- フェイス・イン・ラブ
- ボガス・ウィッチ・プロジェクト
- ラスト・ヒーロー・イン・チャイナ烈火風雲（九姑娘）※DVD版
- ランダム・ハーツ
- ラグラッツ
- ルール4（サラ）

### バラエティ
- 史上最強ベストヒットアニメ紅白歌合戦'98 - 徳光の声優活動の中で珍しい顔出し。当時放送中だった『夢のクレヨン王国』主題歌「ン・パカ・マーチ」を歌った。